# Gli amori di Susanna (film 1945)
Gli amori di Susanna è un film del 1945 diretto da William A. Seiter.

## Trama
La vita sentimentale di una star di Hollywood dai tempi del primo amore (un produttore che la scoprì e la lanciò) fino ai successivi incontri amorosi.